# Bogata (Texas)
Bogata è una città della contea di Red River, Texas, Stati Uniti. Al censimento del 2010, la popolazione era di 1.153 abitanti.

## Geografia fisica
Secondo lo United States Census Bureau, ha un'area totale di 1,4 mi² (3,63 km²).

## Società

### Evoluzione demografica
Secondo il censimento del 2010, la popolazione era di 1.153 abitanti.

### Etnie e minoranze straniere
Secondo il censimento del 2010, la composizione etnica della città era formata dal 94,4% di bianchi, l'1,3% di afroamericani, l'1,4% di nativi americani, lo 0,1% di asiatici, lo 0,0% di oceanici, l'1,6% di altre razze, e l'1,2% di due o più etnie. Ispanici o latinos di qualunque razza erano il 4,6% della popolazione.